# Natalia Nepriayeva
Natalia Mijáilovna Nepriayeva –en ruso, Наталья Михайловна Непряева– (Tver, 6 de septiembre de 1995) es una deportista rusa que compite en esquí de fondo.
Participó en tres Juegos Olímpicos de Invierno, obteniendo en total cuatro medallas, bronce en Pyeongchang 2018, en el relevo (junto con Yuliya Belorukova, Anastasiya Sedova y Anna Nechayevskaya), y tres en Pekín 2022, oro en el relevo (con Yuliya Stupak, Tatiana Sorina y Veronika Stepanova), plata en 15 km y bronce en velocidad por equipo (con Yuliya Stupak).
Ganó tres medallas en el Campeonato Mundial de Esquí Nórdico, en los años 2019 y 2021.

## Palmarés internacional
| Juegos Olímpicos   | Juegos Olímpicos            | Juegos Olímpicos  | Juegos Olímpicos     |
| Año                | Lugar                       | Medalla           | Prueba               |
| ------------------ | --------------------------- | ----------------- | -------------------- |
| 2018               | Pyeongchang (Corea del Sur) | Medalla de bronce | Relevo 4 × 5 km      |
| 2022               | Pekín (China)               | Medalla de oro    | Relevo 4 × 5 km      |
| 2022               | Pekín (China)               | Medalla de plata  | 15 km                |
| 2022               | Pekín (China)               | Medalla de bronce | Velocidad por equipo |
| Campeonato Mundial |                             |                   |                      |
| Año                | Lugar                       | Medalla           | Prueba               |
| 2019               | Seefeld (Austria)           | Medalla de bronce | 15 km                |
| 2019               | Seefeld (Austria)           | Medalla de bronce | Relevo 4 × 5 km      |
| 2021               | Oberstdorf (Alemania)       | Medalla de plata  | Relevo 4 × 5 km      |